# Schefflera lasiocalyx
Schefflera lasiocalyx är en araliaväxtart som beskrevs av Henry Nicholas Ridley. Schefflera lasiocalyx ingår i släktet Schefflera och familjen araliaväxter. Inga underarter finns listade.